# Guineu voladora d'Andaman
La guineu voladora d'Andaman (Pteropus melanotus) és una espècie de ratpenat de la família dels pteropòdids. Viu l'Illa Christmas (Austràlia), Andaman i Nicobar (Índia) i Sumatra (Indonèsia). El seu hàbitat natural són els manglars. Està amenaçada per la caça furtiva, la desforestació i els fenòmens meteorològics extrems.